# Klaus Berger

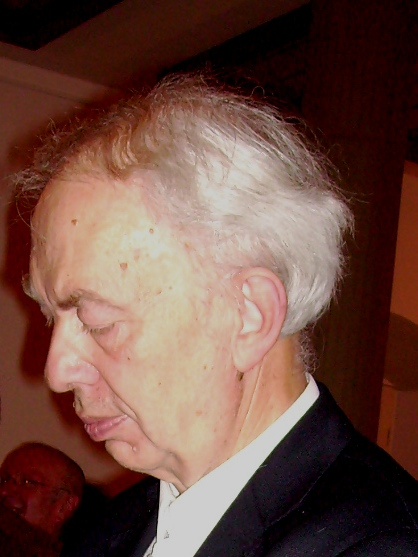
Klaus Berger.

Klaus Berger (Hildesheim, 25 de noviembre de 1940-Heidelberg, 8 de junio de 2020) fue un teólogo alemán especializado en el Nuevo Testamento.  

## Biografía
Fue catedrático emérito de Teología del Nuevo Testamento en la Facultad de Teología Evangélica en Heidelberg. Berger se opuso al programa de desmitologización de la tradición bíblica y reclama una confianza más firme en el texto de la Biblia.
Bautizado por lo católico, en 1967 se convirtió al protestantismo cuando la Facultad de Teología de Múnich le rechazó su tesis de doctorado, en la que él afirmaba que Jesús no disolvió la ley judaica, sino que la interpretó de acuerdo con el sentido de su tiempo. Tras esa controversia, parece que volvió al catolicismo.
Tiene dos hijos de su primera mujer Cristha Berger. En segundas nupcias estuvo casado con la traductóloga Christiane Nord.
Recibió el premio Augustin-Bea en 2019.
Falleció a los setenta y nueve años en Heidelberg el 8 de junio de 2020 de causas naturales.

## Publicaciones
- Das Neue Testament und frühchristliche Schriften. Insel, Fráncfort del Meno, 1999 (en colaboración con Christiane Nord) ISBN 3-458-16970-9

(Fuente: Gütersloher Verlagshaus, etc.)
- Wer war Jesus wirklich? (¿Quién era realmente Jesús?)(GTB 1448) ISBN 3-579-01448-X
- Darf man an Wunder glauben? (¿Tienes que creer en los Milagros?)(GTB 1450) ISBN 3-579-01450-1
- Ist mit dem Tod alles aus? (¿Es la muerte el fin de todo?)(GTB 1451) ISBN 3-579-01451-X
- Ist Christsein der einzige Weg? (¿Es el Cristianismo la única manera?)(GTB 1453) ISBN 3-579-01453-6
- Wozu ist der Teufel da? (¿Qué diablos es eso?) (GTB 1454) ISBN 3-579-01454-4
- Wie kommt das Ende der Welt? (¿Cómo será el fin del mundo?) (GTB 1455) ISBN 3-579-01455-2
- Was ist biblische Spiritualität? (¿Qué es la Espiritualidad Bíblica?) (GTB 1456) ISBN 3-579-01456-0
- Kann man auch ohne Kirche glauben? (¿Puedes creer incluso fuera de la Iglesia?) (GTB 1457) ISBN 3-579-01457-9
- Was gibt uns die Kraft zum Leben? (¿Qué nos da la fuerza para vivir?) (Ed. Quell) ISBN 3-579-03310-7
- Wer bestimmt unser Leben? (¿Quién determina nuestras vidas?) (Ed. Quell) ISBN 3-579-03311-5
- Wie kann Gott Leid und Katastrophen zulassen?  (¿Cómo puede Dios permitir el sufrimiento y los desastres?) ISBN 3-579-06419-3
- Wozu ist Jesus am Kreuz gestorben? (¿Por qué Jesús murió en la Cruz?) ISBN 3-579-06420-7
- Sind die Berichte des Neuen Testaments wahr? Ein Weg zum Verstehen der Bibel (¿Son ciertos los escritos del Nuevo Testamento? Una manera de entender la Biblia) (Ed. Chr. Kaiser) ISBN 3-579-05193-8
- Ist Gott Person? - Ein Weg zum Verstehen des christlichen Gottesbildes  (¿Es Dios una persona? Una manera de entender la imagen da la unión cristiana de Dios) ISBN 3-579-06402-9
- Von der Schönheit der Ethik (La belleza de la Ética) (2006) ISBN 3-458-17298-X
- Glaubensspaltung ist Gottesverrat (El cisma es la traición de Dios) (2006) ISBN 3-629-02135-2
- Zwischen Welt und Wüste. Worte christlicher Araber (Entre el mundo y el desierto. Palabras de cristianos árabes) (2006) ISBN 3-458-19275-1
- Jesus. (Jesús) Pattloch 2004 ISBN 3-629-00812-7
- Engel - Gottes stille Helfer. Himmlischer Beistand im Alltag. (Ángeles: ayudantes silenciosos de Dios. Asistencia celestial en la vida cotidiana) Freiburg 2006 ISBN 3-451-05678-X
- Die Urchristen (Los primeros Cristianos) Pattloch, München, 2008. ISBN 978-3-629-02184-7
- Zölibat - Eine theologische Begründung. (Celibato: una justificación Teológica) Benno Verlag, 2009, ISBN 978-3-7462-2689-7